# Hilda
Hilda je žensko osebno ime.

## Izvor imena
Ime Hilda izhaja iz nemškega imena Hilde. To ime razlagajo iz starovisokonemške besede hiltja v pomenu »boj«. Hilda pa je lahko tudi skrajšana oblika iz nemških zloženih imen, ki imajo sestavino hiltja, npr. Hildegard, Hildegunde, Hildrun itd.

## Različice imena
Elda, Hildegard, Hildegarda, Hildegarde, Liharda

## Tujejezikovne oblike imena
Hilda, Hilde

## Pogostost imena
Po podatkih Statističnega urada Republike Slovenije je bilo na dan 31. decembra 2007 v Sloveniji število ženskih oseb z imenom Hilda: 751. Med vsemi ženskimi imeni pa je ime Hilda po pogostosti uporabe uvrščeno na 215. mesto.

## Osebni praznik
V koledarju je ime Hilda zapisano 17. novembra (Hilda, opatinja, † 17. nov. 688).